# Cis cervus
Cis cervus es una especie de coleóptero de la familia Ciidae.

## Distribución geográfica
Habita en Australia.